# کاخون

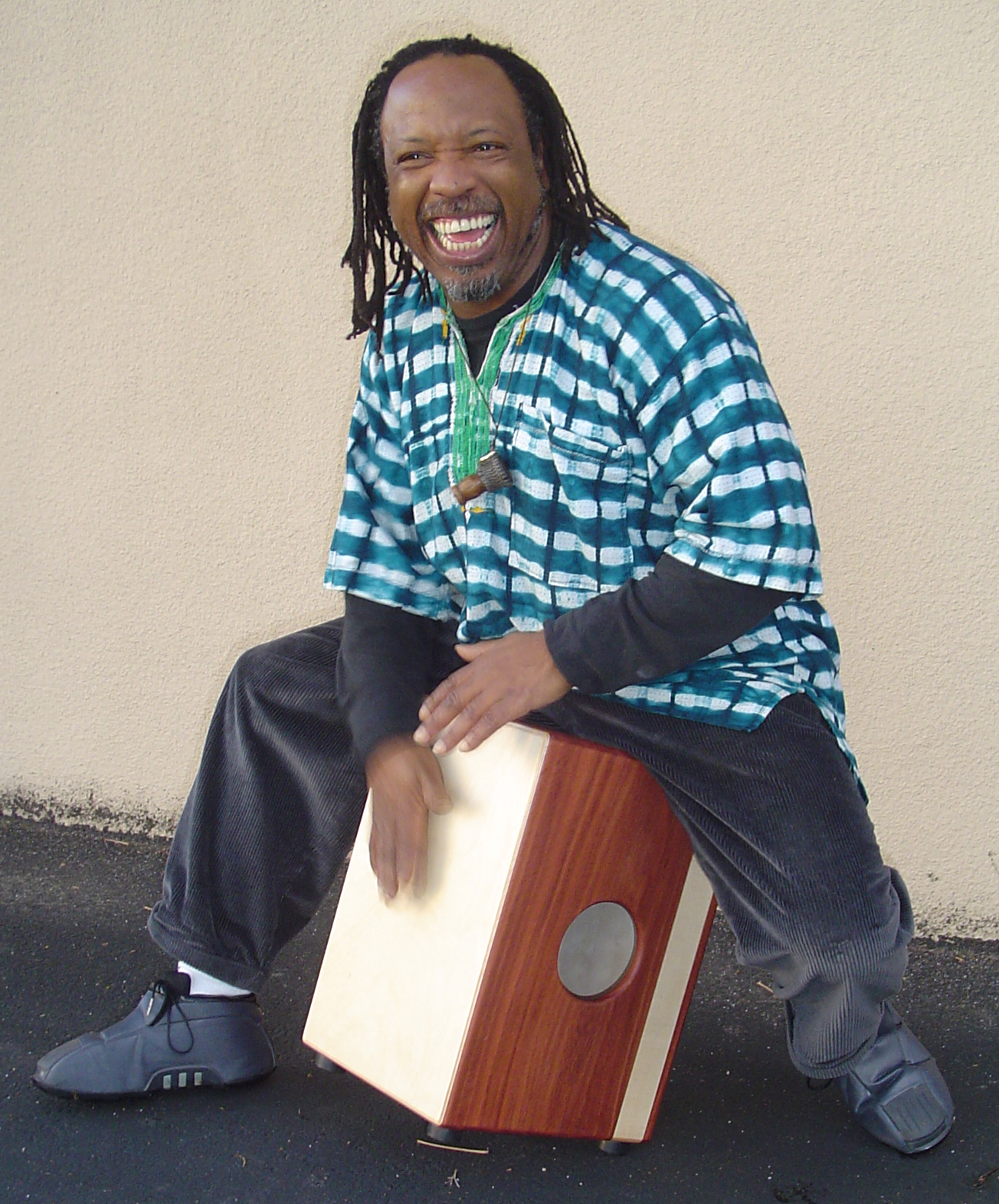
Leon Mobley در حال کاخن نوازی

کاخن ((به اسپانیایی: Cajón)، تلفظ: kaˈxon) نوعی ساز کوبه‌ای است.
کاخن لغتی اسپانیایی به معنی جعبه، صندوق یا صندوقچه است که به نوعی ساز کوبه‌ای گفته می‌شود.
نوازنده کاخن بر روی آن می‌نشیند و با ضربات کف دست و انگشتان که بر روی صفحه جلویی (تاپا) و صفحات کنار و بالای ساز می‌کوبد، صدا تولید می‌کند.
همچنین از ابزارهای نوازندگی دِرام و دیگر سازهای کوبه‌ای نظیر مَلِت‌ها (mallets)، استیک‌ها (sticks) و بِراش‌ها (brushes) در نواختن کاخن هم استفاده می‌شود.
کاخن عمدتاً در موسیقی آفریقایی-پِرویی و همین‌طور سبک‌های معاصر فلامنکو و جَز(جاز) مورد استفاده قرار می‌گیرد. اصطلاح کاخون به سایر آلات کوبه‌ای جعبه‌ای شکل مورد استفاده در موسیقی آمریکای لاتین مانند cajón de rumba (مورد استفاده در موسیقی رومبای کوبایی) و cajón de tapeo (مورد استفاده در موسیقی محلی مکزیک) گفته می‌شود.

## تاریخچه
کاخن که به زبان اسپانیایی به معنای جعبه است، قدمت زیادی ندارد و تاریخچه پیدایش آن کم است.
در ابتدا کولی‌های اسپانیایی به همراه رقص و آواز و عضو جدا نشدنی موسیقی فلامنکو یعنی گیتار، بر روی جعبه‌های میوه ریتم اجرا می‌کردند که به مرور زمان حالت ساز گونه به خود گرفت و به کاخن امروزی تبدیل شد.
کاخن از اواخر قرن هجدهم میلادی، توسط آفرو-پرویی‌ها (آفریقایی تبارهای پرو) مورد استفاده قرار می‌گرفت. بردگان غرب و مرکز آفریقا که به آمریکا آورده شدند، اصیل‌ترین وارثان کاخن هستند.
در حال حاضر این ساز در سراسر قاره آمریکا، فیلیپین و اسپانیا رایج است. کاخن در دوران برده‌داری در کشور پرو توسعه یافت و تا سال ۱۸۵۰ به اوج محبوبیت رسید. در سال‌های پایانی قرن ۱۹میلادی نوازندگان کاخن، تغییراتی در ساختار و صدادهی این ساز به وجود آوردند. پس از دوران برده داری کاخن در بین دیگر ساکنین آمریکای لاتین از جمله سفیدپوستان (نسل‌های بعدی استعمارگران اروپایی) نیز رواج پیدا کرد...

## ساختار
کاخن جعبه‌ای چوبی به شکل مکعب مستطیل ایستاده‌است که 4 طرف آن با تخته‌های چوبی به ضخامت ۰٫۵ تا ۰٫۷۵ اینچ (۱٫۳ تا ۱٫۹ سانتی‌متر) و سطح اصلی آن که تاپا(tapa) نام دارد با تخته سه‌لا ساخته شده‌است.
در قسمت پشت کاخن (و گاهی اوقات در سمت چپ یا راست آن) حفره صدا(sound hole) قرار دارد.
کاخن در اصل فقط جعبه‌ای چوبی بود اما در حال حاضر امکانات بیشتری بر روی آن قرار گرفته‌است. پایه‌های لاستیکی یا پلاستیکی و انواع فنرها و اِسنرها(snares) که برای ایجاد صدایی زنگدار در داخل و پشت تاپا نصب می‌شود.
کاخن‌ها در طیف گسترده‌ای از مدل‌ها و قیمت‌ها در دسترس هستند.

## نگارخانه

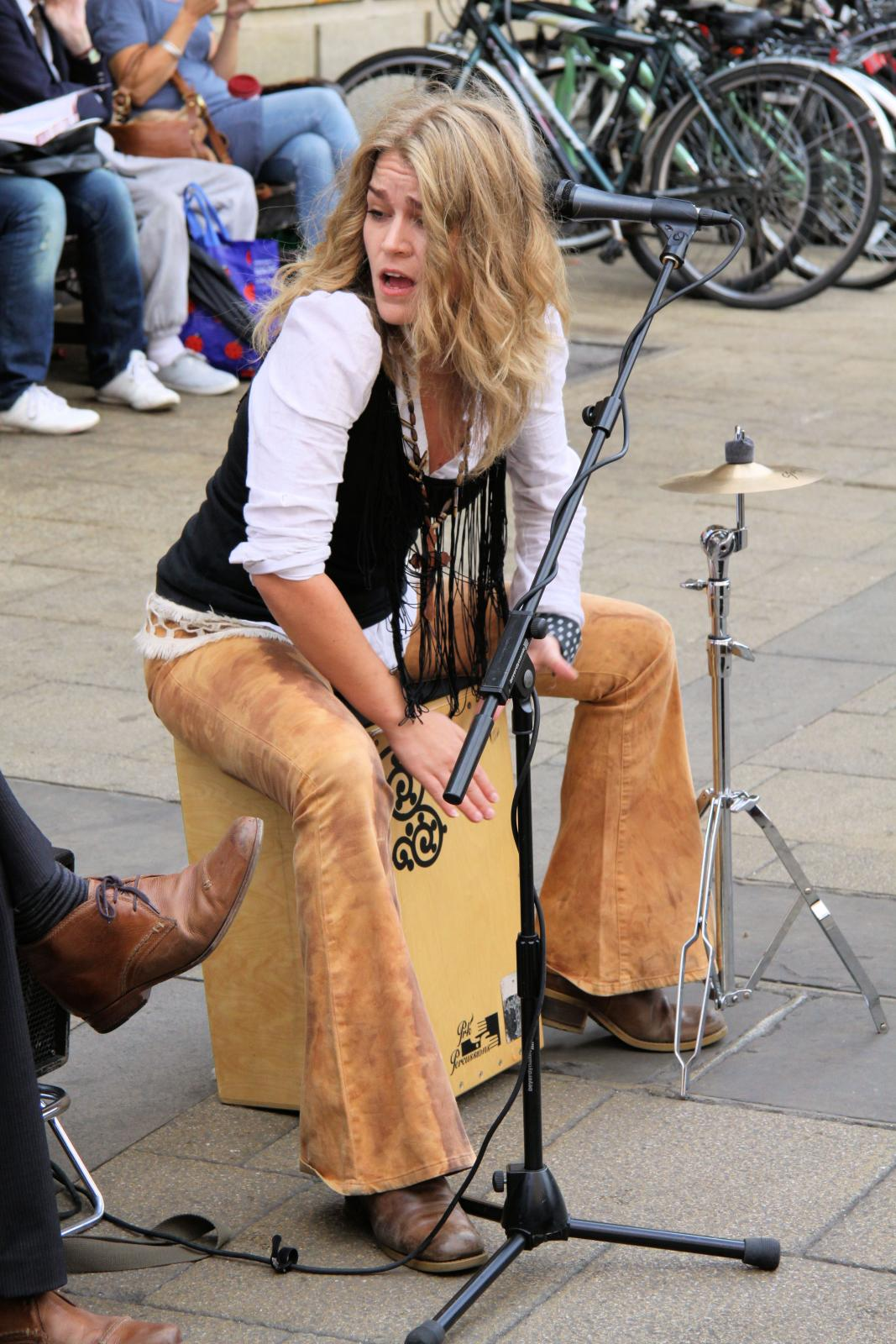
"هِیدی جوبرت" نوازندهٔ خیابانی ساز کاخن
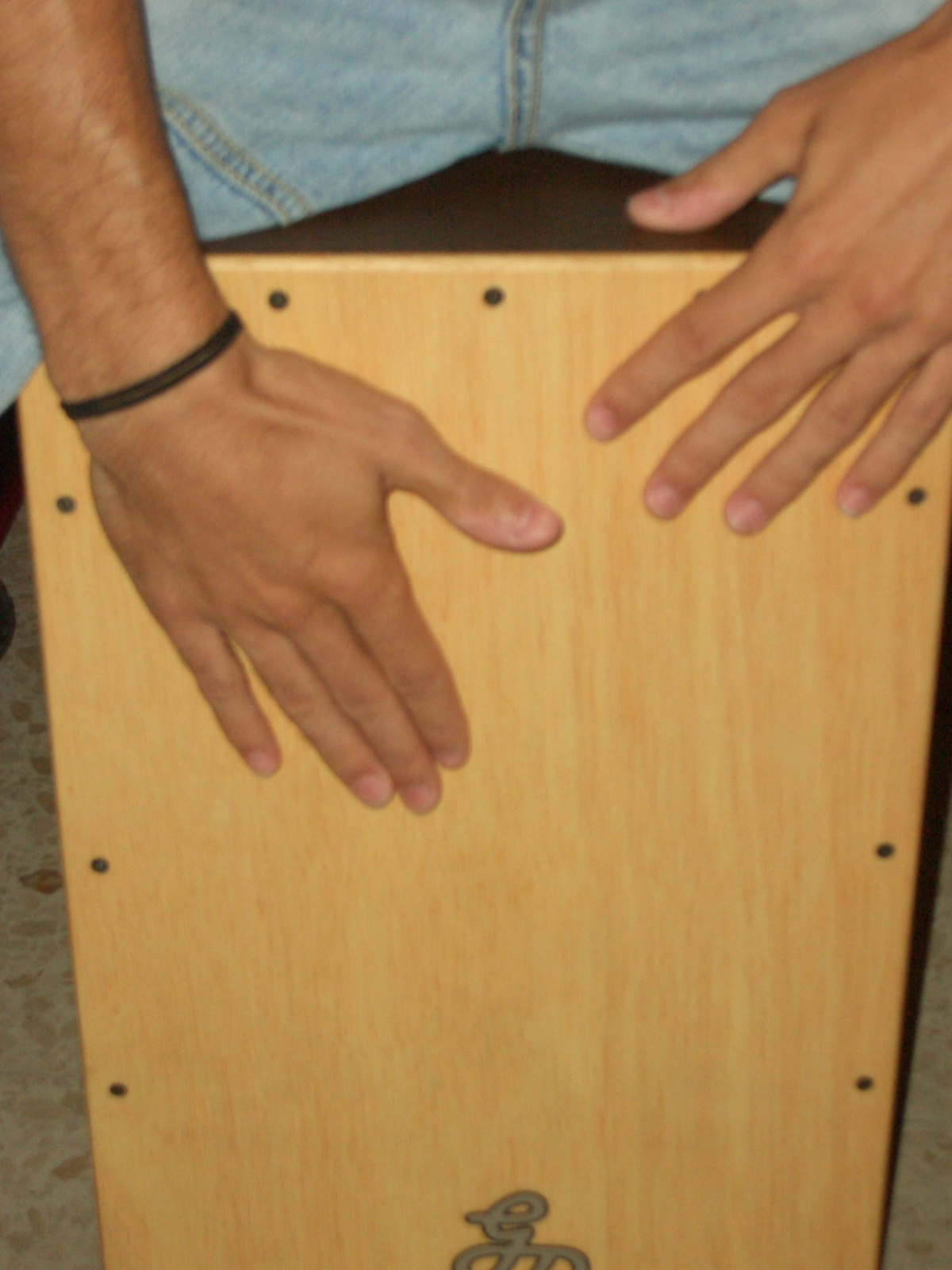
پوزیشن معمولی دست‌ها در نواختن کاخن
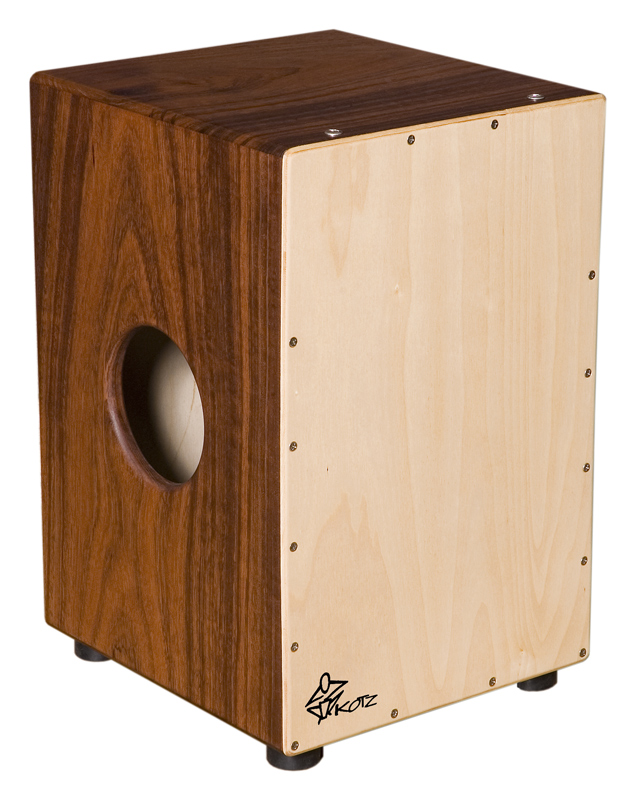
ساز کاخن با حفره صدا در سمت راست.
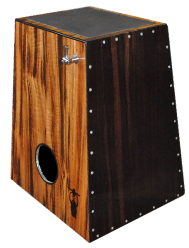
کاخن مدل  La Caja Sencilla